# Varzealijster
De varzealijster (Turdus sanchezorum) is een zangvogel uit de familie lijsters (Turdidae).

## Verspreiding en leefgebied
Deze soort komt voor in Peru en Brazilië.